# Scarlett O'Hara
Scarlett O'Hara, nascuda amb el nom de Katie Scarlett O'Hara i acreditada com Scarlett O' Hara – Hamilton – Kennedy – Butler, un personatge de ficció. És la carismàtica protagonista de la novel·la de 1936 de Margaret Mitchell, Allò que el vent s'endugué (guanyadora del Premi Pulitzer de ficció de 1937), i de la posterior pel·lícula homònima de 1939 guanyadora de 10 Oscars. La interpretació més recordada del personatge és la que va realitzar el 1939 l'actriu Vivien Leigh en aquesta pel·lícula.
Durant els primers esborranys de la novel·la original, Mitchell es referia a la seva heroïna com "Pansy" (flor pensament), i no es va decidir pel nom "Scarlett" fins just abans que la novel·la es portés a imprimir.
Anys més tard Alexandra Ripley escriuria la seqüela del llibre, una cosa a la que s'havia negat Margaret Mitchell. El llibre, editat el 1991, es va dir Scarlett.

## Personatge
Scarlett no és la típica heroïna de bon cor i estimada per tots, molt al contrari, és vanitosa, capritxosa i manipuladora. És molt conscient dels seus encants i li encanta festejar amb els homes. Si alguna cosa caracteritza a aquest personatge és la perseverança i obstinació que posa per aconseguir el que vol, cosa que demostrarà moltes vegades al llarg de la novel·la. Aquesta capacitat de lluita l'ajudarà a sobreviure en temps de guerra però també li suposarà molts problemes entre la tradicional societat estatunidenca que no veu amb bons ulls que una dona sigui tan desimbolta i independent.
S'encapritxarà de Ashley Wilkes perquè és l'únic home que no pot aconseguir: ell es casa amb la seva cosina Melany (molt semblant a ell en gustos i aficions) i encara que senti alguna cosa per Scarlett mai trairà a la seva esposa.
Juntament amb Rhet Butler, el descarat i murri pretendent de Scarlett, es formarà un peculiar triangle amorós.

## Diferències entre la novel·la i la pel·lícula
En el llibre, Scarlett dona a llum tres fills: Wade Hampton Hamilton, Ella Lorena Kennedy, i Eugenia Victoria "Bonnie Blue" Butler.
En la pel·lícula només dona a llum a Eugenia Victoria.
En la pel·lícula, Scarlett és una mica més moderada i políticament correcta que en la novel·la. Margaret va presentar a una Scarlett amb caràcter més fort, una mica més vanitosa i poc donada a seguir els convencionalismes socials.
Hi ha diverses diferències en detalls. En la pel·lícula, després de quedar vídua per primera vegada, Scarlett va directament a Atlanta mentre que en el llibre, va primer a Savannah a veure a la seva família pel costat de la seva mare, però s'avorreix tant que decideix anar-se'n a Atlanta. Una vegada allà, en el llibre s'explica que a la festa per recaptar fons per a la guerra, és Scarlett, i no Melanie, qui té la iniciativa de donar el seu anell de matrimoni (el regala perquè no li interessa conservar-lo, Melanie veu en això un gest de noblesa i dona també el seu), mentre que en la pel·lícula és just a l'inrevés: Melanie dona el seu perquè li serviria més a Ashley, i Scarlet per no ser menys, regala també el d'ella.
A més, en la pel·lícula la seqüència de la mort de Gerald O´Hara és diferent a la relatada en el llibre. En aquest s'explica que Scarlett no estava allà, sinó que ja estava casada amb Frank Kennedy, i que s'entera de la mort del seu pare per un conegut que estava fent-se càrrec de Tara i que per poder quedar-se allí es casa amb Sue Ellen (segona germana de Scarlett; per la seva banda, Careen, la tercera, entra en un convent). En la pel·lícula, en canvi, aquest conegut no existeix, i és Scarlet, encara soltera, qui ho presencia tot.
Pel que fa al to, en el llibre es destaca com de semblants són Ashley i Rhett en les seves opinions i maneres d'entendre el món i la guerra, amb la diferència que el primer està moltíssim més lligat als convencionalismes (i pel mateix, disfressa més les seves opinions en eufemismes), al romanticisme i a la cavallerositat, i el segon és més progressista i descarat.